# Jardim Botânico de Villa Marco
O Jardim Botânico de Villa Marco é um jardim botânico de uns 30.000 metros quadrados construído pela Universidade de Alicante e o Ajuntamento de Campello, que encontra-se no município de Campello (Alicante, na Espanha).